# Chéu
Chéu is een gemeente in het Franse departement Yonne (regio Bourgogne-Franche-Comté) en telt 439 inwoners (1999). De plaats maakt deel uit van het arrondissement Auxerre.

## Geografie
De oppervlakte van Chéu bedraagt 7,7 km², de bevolkingsdichtheid is 57,0 inwoners per km².
De onderstaande kaart toont de ligging van Chéu met de belangrijkste infrastructuur en aangrenzende gemeenten.

## Demografie
Onderstaande figuur toont het verloop van het inwonertal (bron: INSEE-tellingen).